# Đội tuyển bóng đá U-20 nữ quốc gia Đức
Đội tuyển bóng đá U-20 nữ quốc gia Đức là một đội tuyển bóng đá nữ trẻ đại diện cho Đức tại các giải đấu cấp độ U-20. Đội do Hiệp hội bóng đá Đức điều hành.

## Thành tích tại các giải đấu lớn

### World Cup U-20
| Năm  | Kết quả | Trận | Thắng | Hòa* | Thua | BT | BB |
| ---- | ------- | ---- | ----- | ---- | ---- | -- | -- |
| 2006 | Tứ kết  | 4    | 2     | 0    | 2    | 16 | 7  |
| 2008 | Hạng ba | 6    | 4     | 0    | 2    | 16 | 9  |
| 2010 | Vô địch | 6    | 6     | 0    | 0    | 20 | 5  |
| 2012 | Á quân  | 6    | 5     | 0    | 1    | 15 | 1  |
| 2014 | Vô địch | 6    | 5     | 1    | 0    | 17 | 7  |
| 2016 | Tứ kết  | 4    | 3     | 0    | 1    | 8  | 2  |
| Tổng | 8/8     | 32   | 25    | 1    | 6    | 92 | 31 |

## Cầu thủ
Đội hình dự Giải vô địch bóng đá nữ U-20 thế giới 2016 tại Papua New Guinea
Bàn thắng và số trận tính đến 21 tháng 10 năm 2016.
Huấn luyện viên: Maren Meinert
| Số | VT | Cầu thủ           | Ngày sinh (tuổi)  | Trận | Bàn | Câu lạc bộ               |
| -- | -- | ----------------- | ----------------- | ---- | --- | ------------------------ |
| 1  | TM | Carina Schlüter   | 8 tháng 11, 1996  | 3    | 0   | SC Sand                  |
| 14 | TĐ | Melanie Ott       | 13 tháng 4, 1997  | 0    | 0   | FSV Gütersloh 2009       |
| 4  | HV | Joelle Wedemeyer  | 12 tháng 8, 1996  | 6    | 0   | VfL Wolfsburg            |
| 7  | TV | Jasmin Sehan      | 16 tháng 6, 1997  | 4    | 0   | VfL Wolfsburg            |
| 8  | TV | Jenny Gaugigl     | 22 tháng 8, 1996  | 9    | 0   | SC Sand                  |
| 15 | TV | Dina Orschmann    | 8 tháng 1, 1998   | 1    | 0   | 1. FC Union Berlin       |
| 18 | TĐ | Stefanie Sanders  | 12 tháng 6, 1998  | 4    | 0   | SV Werder Bremen         |
| 10 | TV | Madeline Gier     | 28 tháng 4, 1996  | 3    | 1   | Borussia Mönchengladbach |
| 6  | TV | Rieke Dieckmann   | 16 tháng 8, 1996  | 15   | 1   | Bayer 04 Leverkusen      |
| 21 | TM | Vanessa Fischer   | 18 tháng 4, 1998  | 0    | 0   | 1. FFC Turbine Potsdam   |
| 16 | HV | Jana Feldkamp     | 15 tháng 3, 1998  | 1    | 0   | SGS Essen                |
| 2  | HV | Anna Gerhardt     | 17 tháng 4, 1998  | 1    | 0   | FC Bayern München        |
| 11 | TĐ | Dörthe Hoppius    | 22 tháng 5, 1996  | 0    | 0   | Đại học Bang San Jose    |
| 19 | TV | Saskia Matheis    | 6 tháng 6, 1997   | 5    | 0   | 1. FFC Frankfurt         |
| 9  | TĐ | Lea Schüller      | 12 tháng 11, 1997 | 3    | 1   | SGS Essen                |
| 17 | HV | Pia-Sophie Wolter | 13 tháng 11, 1997 | 4    | 0   | SV Werder Bremen         |
| 12 | TM | Lena Pauels       | 2 tháng 2, 1998   | 3    | 0   | SV Werder Bremen         |
| 5  | HV | Rebecca Knaak     | 23 tháng 6, 1996  | 12   | 2   | Bayer 04 Leverkusen      |
| 20 | TV | Laura Freigang    | 1 tháng 2, 1998   | 5    | 1   | Đại học Penn State       |
| 3  | HV | Lina Hausicke     | 30 tháng 12, 1997 | 1    | 0   | FF USV Jena              |
| 13 | HV | Isabella Hartig   | 12 tháng 8, 1997  | 5    | 0   | TSG 1899 Hoffenheim      |